# If You See Her
If You See Her è il quinto album in studio del duo di musica country statunitense Brooks & Dunn, pubblicato nel 1998.

## Tracce
1. How Long Gone (Shawn Camp, John Scott Sherrill) – 3:40
2. I Can't Get Over You (Ronnie Dunn, Terry McBride) – 4:08
3. South of Santa Fe (Larry Boone, Paul Nelson, Kix Brooks) – 3:48
4. If You See Him/If You See Her (con Reba McEntire) (McBride, Tommy Lee James, Jennifer Kimball) – 3:58
5. Brand New Whiskey (Gary Stewart, Mary Lou Stewart) – 3:09
6. Born and Raised in Black and White (Don Cook, John Barlow Jarvis) – 3:55
7. Your Love Don't Take a Backseat to Nothing (McBride, Brooks, Dunn) – 3:28
8. Husbands and Wives (Roger Miller) – 3:10
9. Way Gone (Brooks, Bob DiPiero) – 3:11
10. When Love Dies (Chuck Cannon, Kent Robbins) – 3:50
11. You're My Angel (Greg Humphrey, Michael Smotherman) – 3:12